# Aqua Marcia

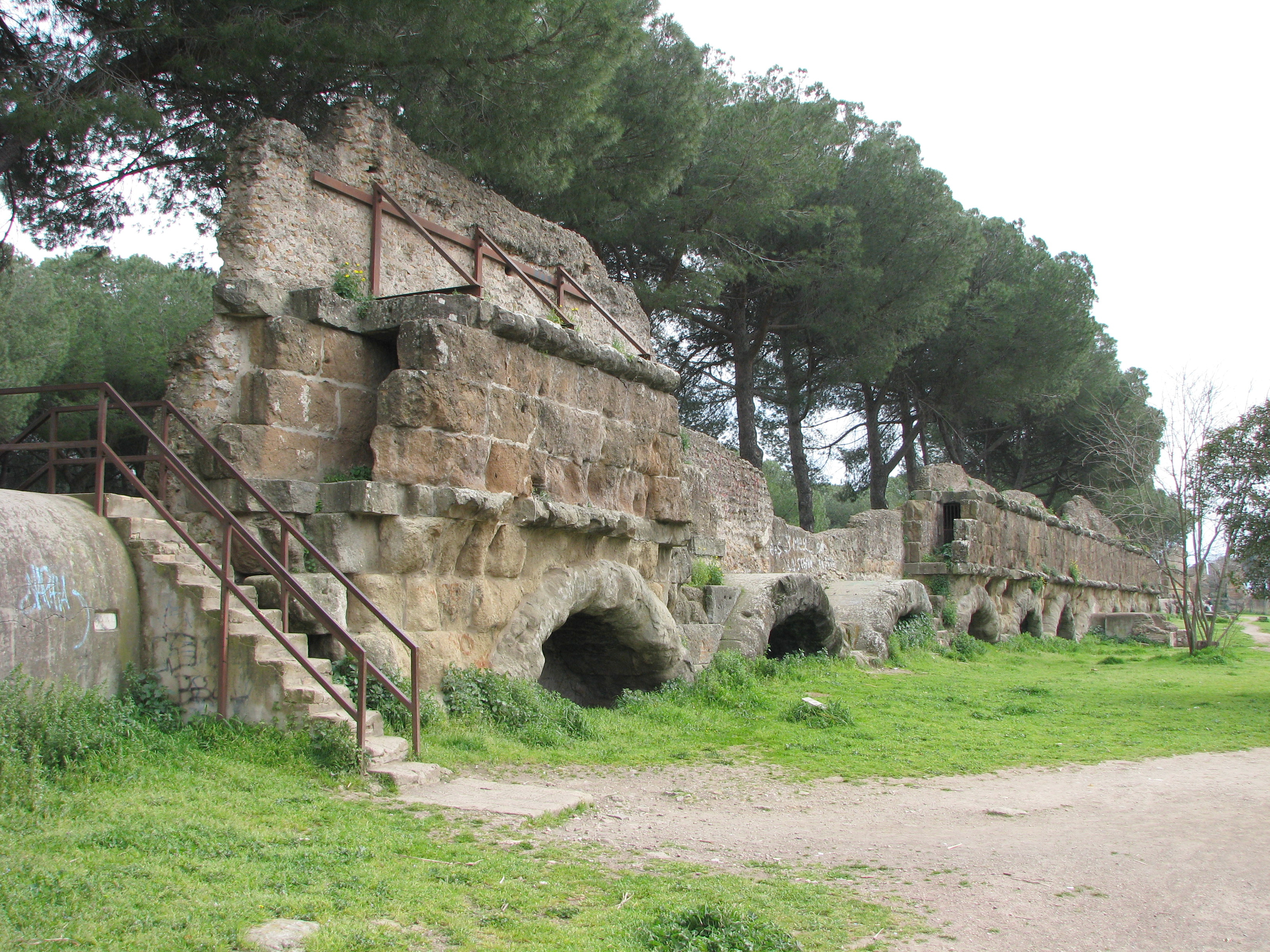
Aqua Marcia

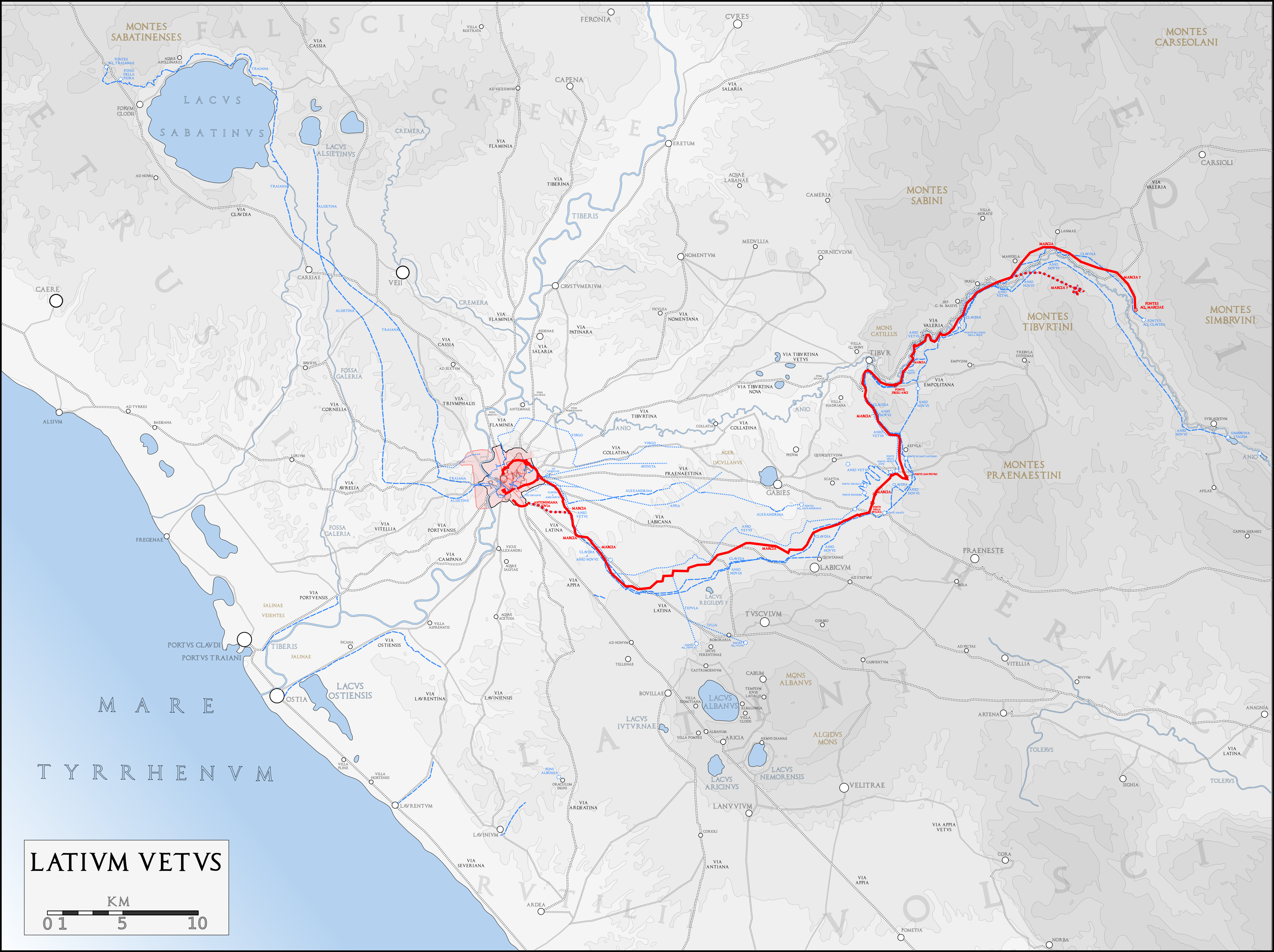
Ruta del acueducto Aqua Marcia

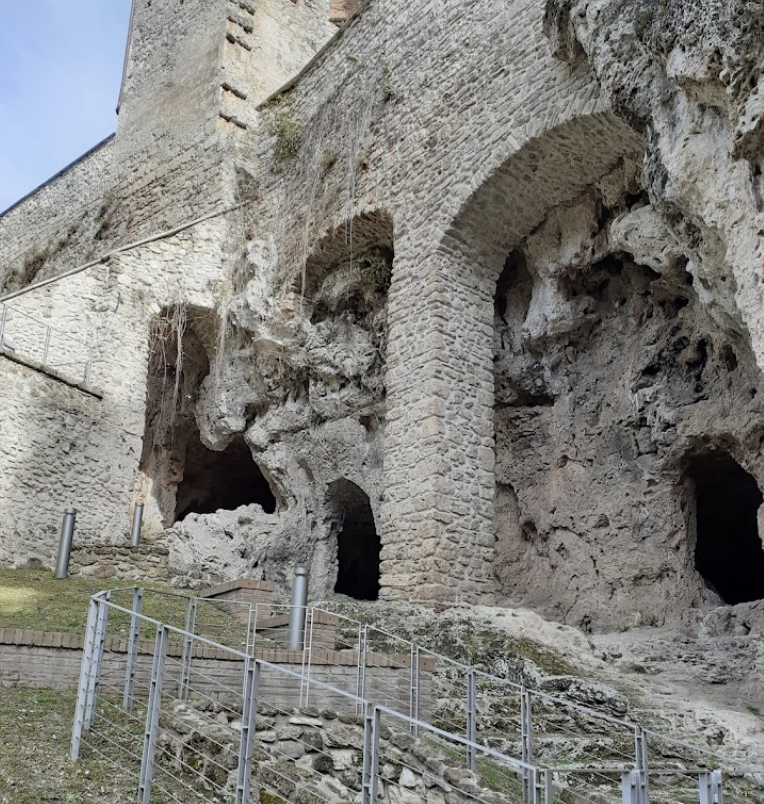
Cerca de la Ermita de San Benito, Vicovaro

El Aqua Marcia (en italiano: Acqua Marcia) es uno de los once acueductos que abastecían a la ciudad de Roma . Fue construido entre el 144 y el 140 a. C., durante la República Romana . El acueducto Acqua Felice del año 1586 y todavía en funcionamiento, recorre largos tramos junto a este.
Fue un logro técnico excepcional y está considerado como uno de los «cuatro grandes acueductos de Roma»  con el Aqua Anio Vetus, Aqua Anio Novus y Aqua Claudia.
Con 91 km, es el más largo de los once acueductos que abastecían a Roma. Inicialmente su nacimiento estaba más abajo que el Anio Novus, aunque el progreso técnico permitió que el posterior Anio Novus utilizara más puentes para acortar su recorrido en lugar de seguir curvas de nivel.
Fue el primero en entrar a Roma sobre arcos, que se utilizaron durante los últimos 11 km.

## Historia
A principios del siglo II a. C., los dos primeros acueductos de Roma ( Aqua Appia y Aqua Anio Vetus) se habían deteriorado y el la creación de múltiples desviaciones ilegales disminuyeron su caudal. Ello causó que el censor Catón el Viejo aprobara leyes para retirar tuberías y suministros ilegales a particulares en 184 a. C.. 
Pese a las medidas adoptadas, los caudales eran todavía demasiado bajos para satisfacer la creciente demanda, por lo que el Senado decidió construir un nuevo acueducto. Este sería más largo y  ambicioso que los anteriores y llevaría agua hasta el Monte Capitolino. La supervisión de la obra se encomendó al pretor Quinto Marcio Rex (antepasado de Julio César ), de quien lleva el nombre y cuya función judicial se amplió hasta la finalización de la obra. Los costes de construcción fueron pagados en buena medida con el botín de las recientes conquistas romanas de Corinto y la destrucción de Cartago al final de la tercera guerra púnica, ambas en 146 a. C..
La extensión del acueducto hasta la propia colina Capitolina causó controversia en la época, dado que un pasaje de los Libros Sibilinos que advertía contra llevar agua allí.En 140 a. C. el caso se llevó ante el Senado, que lo rechazó.
El Aqua Marcia fue reparado por primera vez en 33 a. C. por Agripa  y luego reconstruido en gran parte por Augusto entre 11 y 4 a. C. tras un informe de los cónsules Quinto Elio Tuberón y Paulo Fabio Máximo.  Esta restauración fue conmemorada con una inscripción colocada en el arco que salva la Via Tiburtina, posteriormente integrada en la Muralla Aureliana. Augusto también aumentó el suministro conectándolo a una fuente adicional, la llamada Augusta, 600 m aguas arriba en el valle de Anio, duplicando el rendimiento. 
Gran parte de su suministro fue finalmente desviado por ciudadanos privados para su propio uso, por lo que en realidad era sólo un goteo en la ciudad en la época de Nerón . Los emperadores posteriores volvieron a aumentar el suministro. Frontinus midió el flujo del Aqua Marcia en su origen alrededor del año 97 d. C. como 4690 quinarias,  convirtiéndolo en la segunda fuente más grande de agua de la ciudad. Las estimaciones modernas del tamaño de una quinaria varían en un amplio rango, desde 10 000 L a 76 800 L de agua al día,  dando al Aqua Marcia un caudal de 46 900 000 L a 360 192 000 L de agua al día. 

## Trayectoria

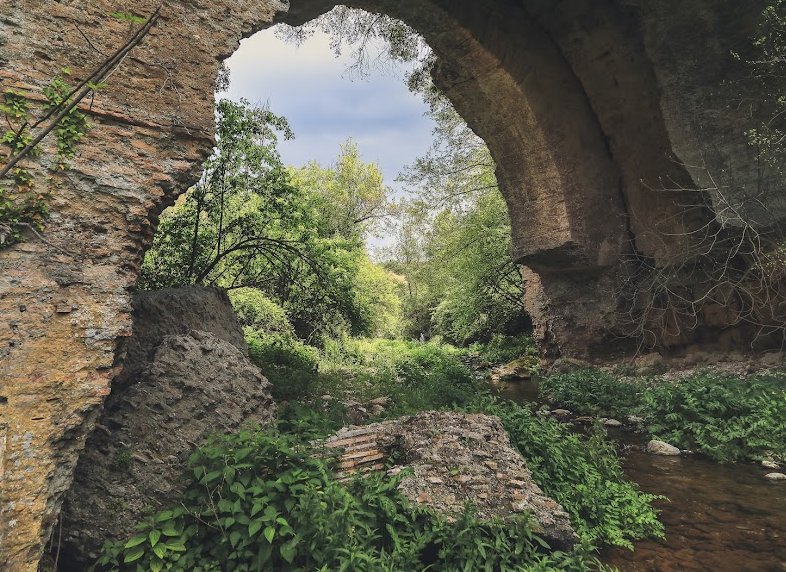
Puente San Pedro

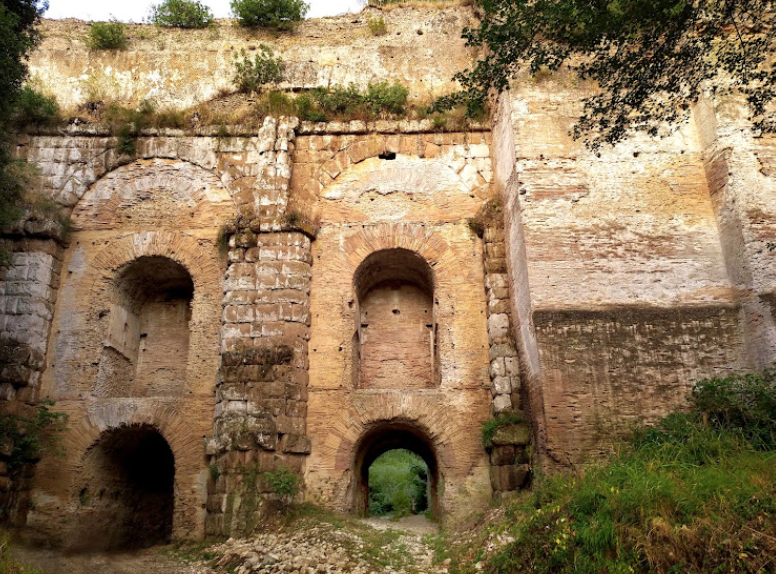
Puente Lupo

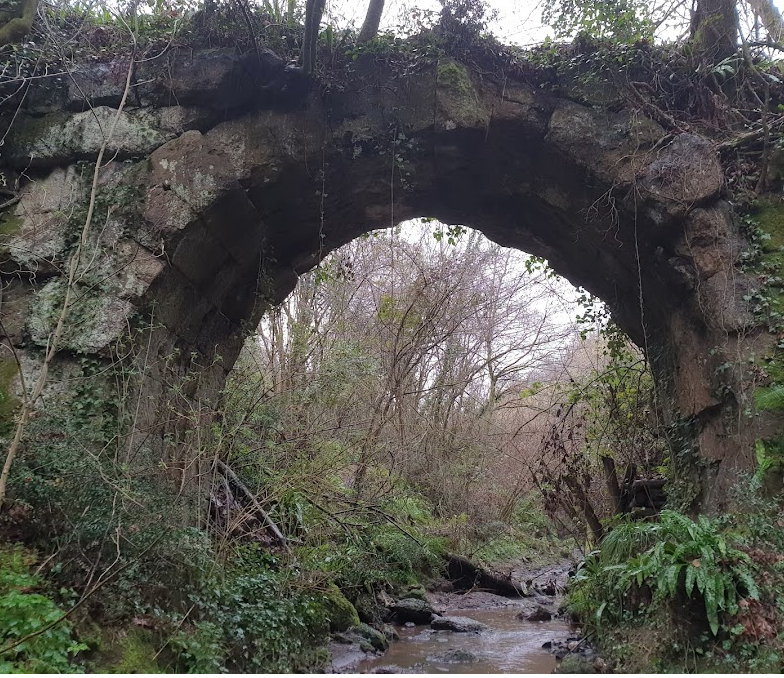
Puente de la Bullica

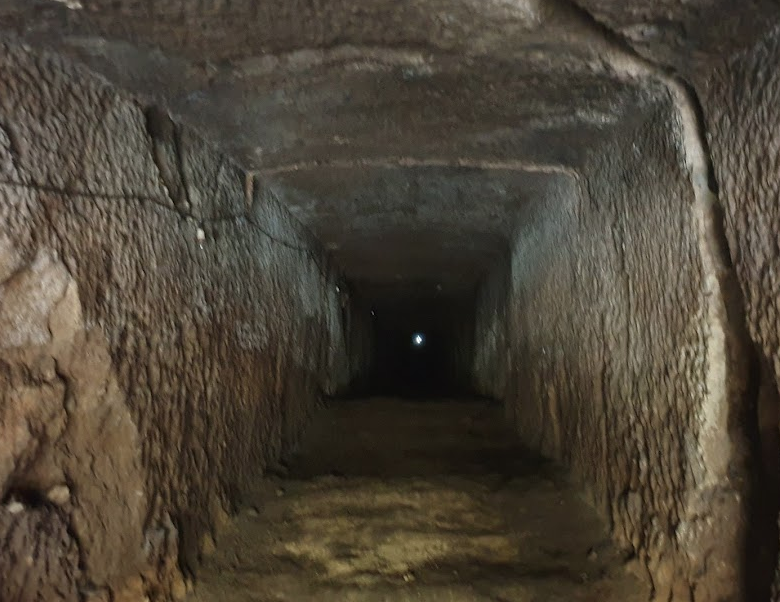
Túnel de la Bullica

La antigua fuente del acueducto estaba cerca de donde se formaban pequeños lagos a partir de dos manantiales en el valle del Anio, entre las modernas ciudades de Arsoli y Marano Equo. Este lugar general, en las colinas al este de Roma, también se utilizó para otros acueductos, incluidos el Anio Vetus, Anio Novus y Aqua Claudia. El Aqua Marcia era muy conocido por sus aguas frías y puras y la misma fuente se utiliza hoy para abastecer el moderno acueducto.
La ruta fue principalmente subterránea durante los primeros 80km, después de los que emergía sobre grandes arcos monumentales para asegurar que hubiera una buena presión de agua para su distribución en Roma. El tramo inicial del acueducto flanqueaba la margen derecha del río Anio, atravesándolo con un puente justo antes de Vicovaro y uniéndose al trazado del Aqua Anio Vetus (a menor altitud). Continuó hacia Tívoli y luego, sorteando los Montes Tiburtinos y después del actual municipio de Gericomio, atravesó la zona de Gallicano y la vía Praenestina en Lacio alternando puentes (muchos de los cuales son visibles) y tramos subterráneos. Después de la zona de Capannelle se dirigió directamente a Roma y emergió en la séptima milla de la Via Latina, donde había una piscina de limaria (cuenca de decantación). Desde aquí un tramo de unos 9 Unos arcos de varios kilómetros flanqueaban la Vía Latina y llegaban a Roma en la localidad ad spem veterem, cerca de Porta Maggiore, donde se encontraban otros acueductos.
Desde allí seguía las futuras Murallas Aurelianas hasta cruzar la Via Tiburtina en un arco transformado más tarde en Porta Tiburtina. El recorrido pasaba por la puerta del Viminal, donde hoy se encuentra la estación Termini, y terminaba cerca de la puerta Collina, donde se encontraba el principal castellum aquae de distribución, cerca de la actual Via XX Settembre. El ramal principal de la red posterior (que cubría 2/3 de la ciudad) llegaba al Quirinal y luego al Capitolio, mientras que un ramal secundario (rivus Herculaneus), que partía de la puerta Tiburtina, servía a Celio y Aventino .

### Puentes

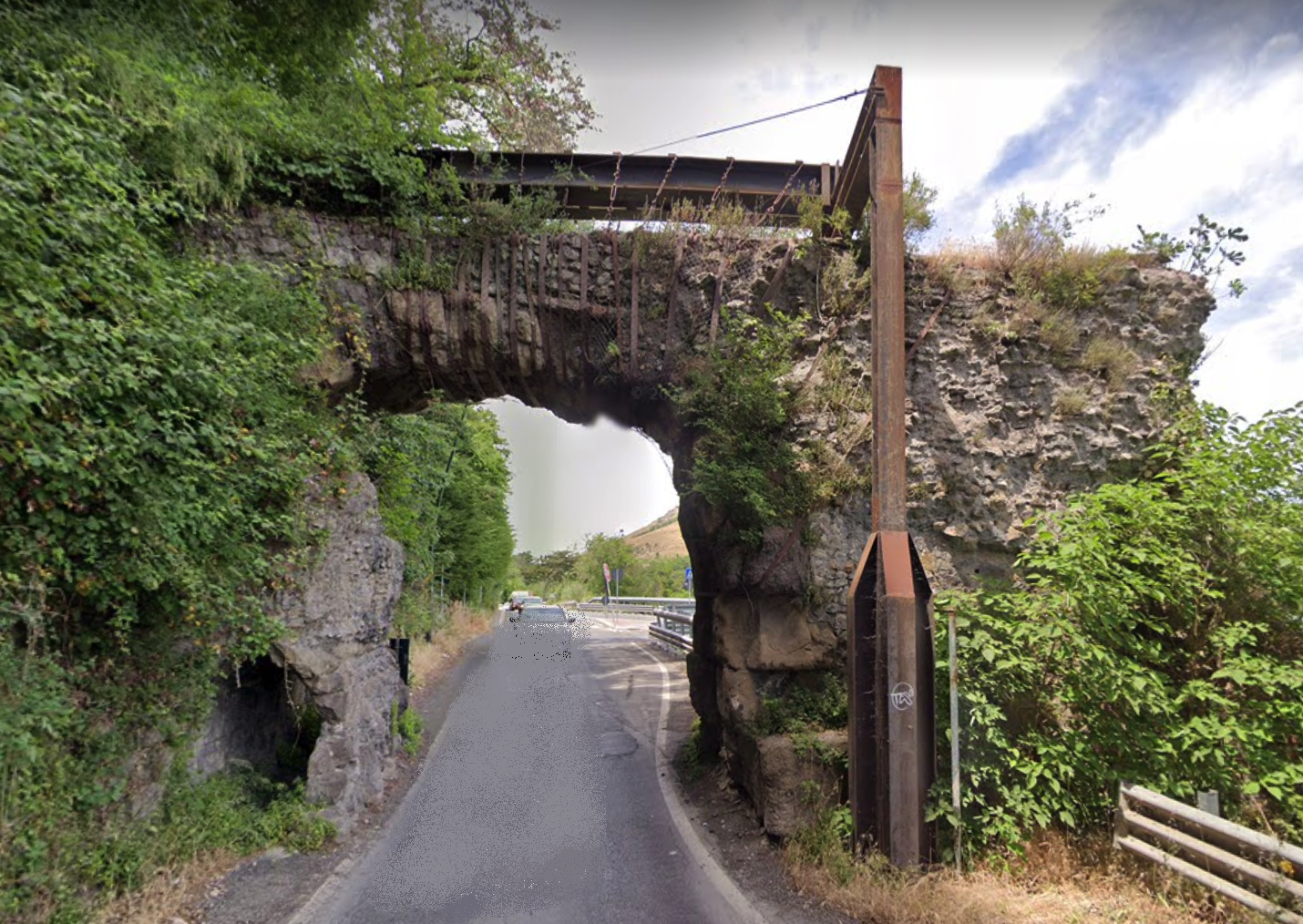
Puente Aqua Marcia en Ponte degli Arci (Tivoli)

Los puentes del acueducto Marcia visibles hoy incluyen: Ponte San Pietro, Ponte Lupo, Ponte Caipoli, Ponte della Bullica, Ponte degli Arci.

#### Puente San Pedro
Con su enorme arco central de 16 m de ancho, es un impresionante puente sobre el arroyo Mola. Originariamente se construyó con sillares de piedra calcárea porosa de la zona. Los estribos, de 3,84 m de ancho en la base, disminuyeron gradualmente hasta 2,77 m, lo que debió tener un hermoso efecto. El lado noroeste probablemente incluía un arco más pequeño, mientras que el lado sureste tenía tres arcos pequeños. Sufrió un refuerzo bajo Tito o Adriano cuando se cubrió completamente de cemento y se reconstruyó todo el extremo sureste.

#### Puente Lupo
El Ponte Lupo  es considerado uno de los puentes más famosos e interesantes de los acueductos romanos. Para permitir que el Aqua Marcia cruzara el profundo valle del Aniene en su camino hacia Roma, tenía que tener más de 30 m de altura y más de 80 m de longitud. Por su cima discurría un camino que unía los dos lados. El puente fue construido en el año 144 a. C. como parte del Aqua Marcia.

#### Puente Caipoli
Ponte Caipoli llevaba el acueducto originalmente sobre un único gran arco del año 144 a. C., que luego fue reemplazado por un doble arco de ladrillo sobre el arroyo Caipoli a una altura de 13 m. El puente sufrió numerosas restauraciones en los siglos siguientes, que aún son claramente visibles en los estribos y la bóveda. Entre el Ponte Caipoli y el Ponte della Bullica, el túnel, de aproximadamente 1,2 m de ancho y 200 m de largo, está excavado en la toba y todavía se puede ver siguiendo un recorrido tortuoso.

#### Puente de la Bullica
El Ponte della Bullica cruza el arroyo Collafri con un único arco de medio punto en sillares radiales de toba, de 5,8 m de luz y 5,5 m de alto, 3,3 m de ancho y 10,6 m de largo. Data de la época de Augusto sin haber sufrido nunca restauraciones radicales. En los bancos de toba a ambos lados hay salas romanas a unos 30 m del puente para los trabajadores de mantenimiento.
En la orilla suroeste hay un túnel de servicio (el túnel de Bullica). El túnel tiene unos 230 m de largo, es suficientemente ancho para vehículos y se construyó al mismo tiempo que el acueducto. Cada 30-40 m hay pozos de inspección verticales ( putei ) para el acceso al acueducto de abajo, lo que hacía que los pozos fueran más cortos que si tuvieran que llegar a la superficie, y permitía una extracción más fácil de material y mantenimiento por parte de los vagones que cruzaban el cerro Collafri.